# Exposición Universal de Barcelona 1888
För världsutställningen 1929, se Världsutställningen i Barcelona 1929.

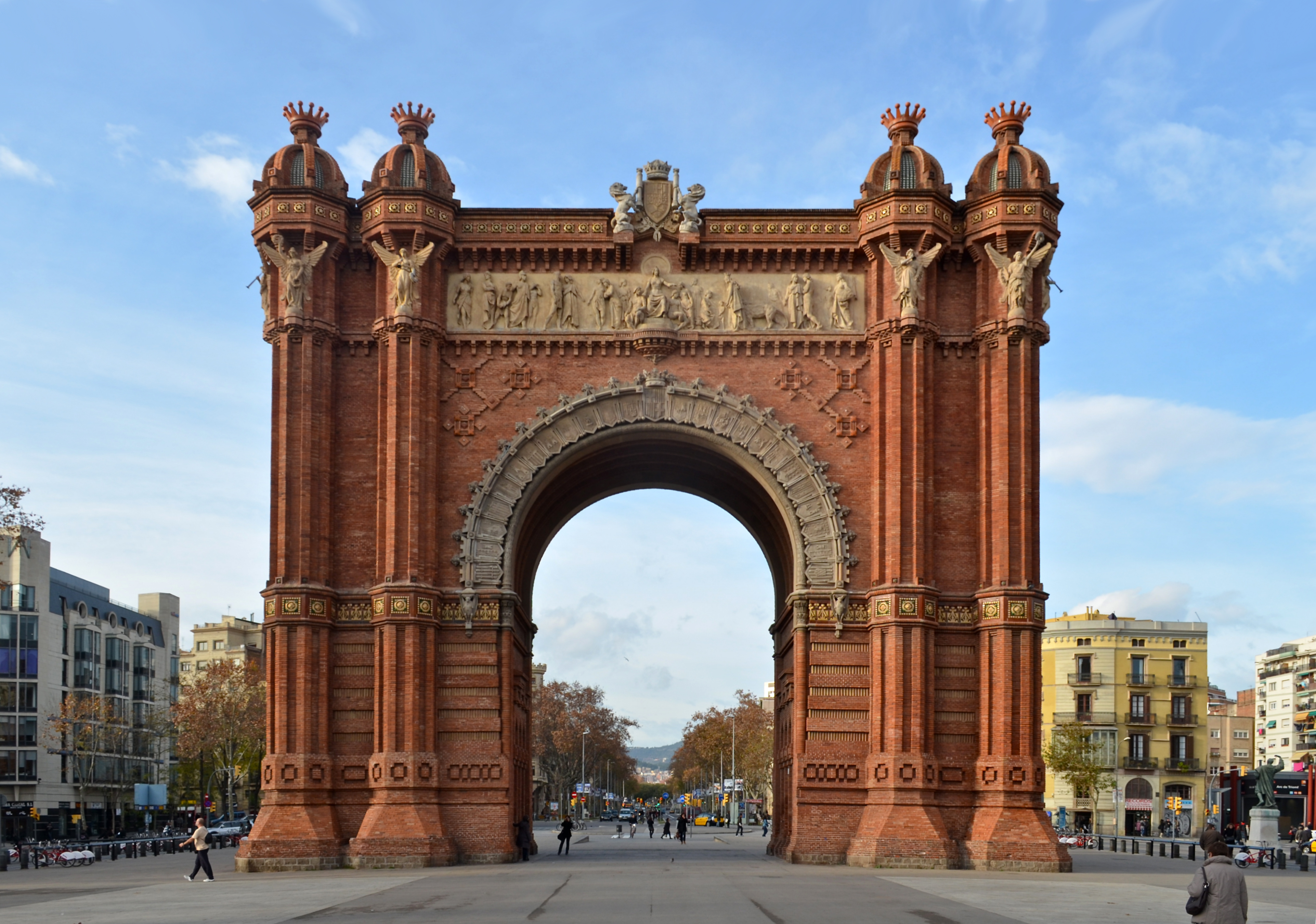
Arc de Triomf, huvudingången till världsutställningen 1888, konstruerades i form av en triumfbåge av arkitekten Josep Vilaseca i Casanovas.

Exposición Universal de Barcelona var en världsutställning 1888 i Barcelona, Spanien. Utställningen, som var Spaniens första världsutställning, arrangerades mellan 8 april och 9 december. Den besöktes av drygt 400 000 människor. Vid invigningen närvarade Spaniens drottning Maria Kristina med sonen Alfons XIII.

## Historia
Under 1800-talet etablerade sig Barcelona som Spaniens industriella centrum. En stor del av den inhemska industriproduktionen skedde i Barcelona. Spanien var dock i ett europeiskt perspektiv långt efter övriga västeuropeiska nationer i fråga om teknik. Utställningen som bara arrangerades ett år före Parisutställningen 1889 kom aldrig att göra något större väsen av sig. De länder som ställde ut såg utställningen mest som en möjlighet att sälja beprövad industriteknologi till spanska företag. Nya moderna uppfinningar visades istället upp på Parisutställningen året efter. Arrangörerna lyckades inte locka tillräckligt med besökare, vilket fick till följd att Barcelona stad gjorde en brakförlust. Efter utställningarna var stadens ekonomi körd i botten och det tog över 10 år innan Barcelona återhämtade sig ekonomiskt.

## Utställningen

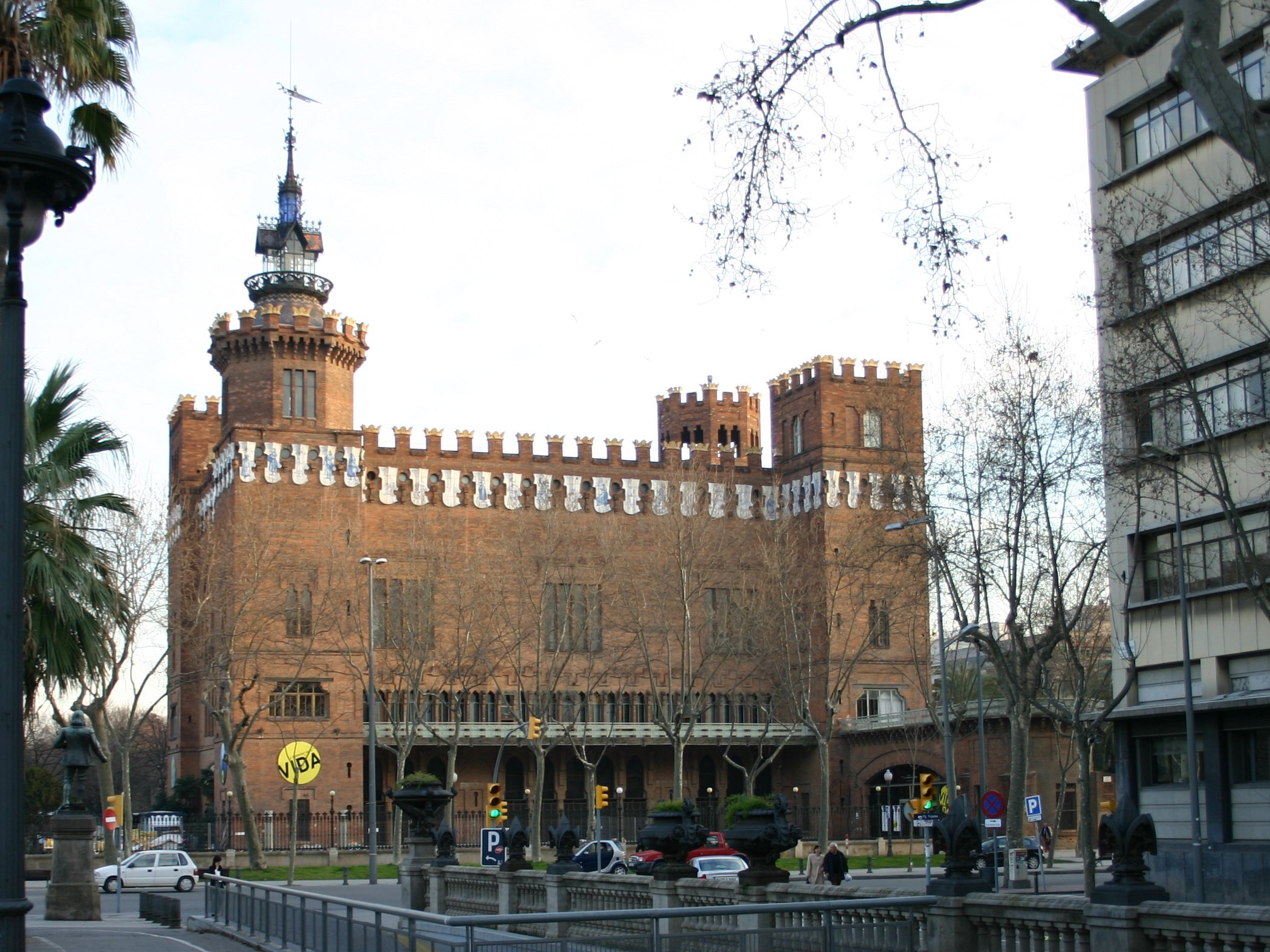
De tre drakarnas kastell, även kallat kafe-restaurangbyggnaden, var avsett att användas som kafé och restaurang åt utställningens besökare, men byggnaden färdigställdes först efter att utställningen avslutats.

Utställningen upptog ett område på drygt 38 hektar och omfattade hela dagens Parc de la Ciutadella samt ett antal byggnader i anslutning till parken. Huvudbyggnaden, som gick under namnet Palau de la Indústria (Industripalatset), var placerad mitt i parken där Barcelonas zoo idag har sin huvudingång. Byggnaden, som omfattade 70 000 kvadratmeter, revs efter utställningarna. För de tilltänkta internationella gästerna uppfördes längs boulevarden Passeig de Colom, som anlades samtidigt, ett gigantiskt hotell med plats för 2 000 gäster. Byggandet av hotellet genomfördes på rekordtiden 69 dagar från det att första spaden satts i marken. Arbetet, som pågick dygnet runt, var det första i Spanien att använda elektriskt ljus. Arkitekten Lluís Domènech i Montaner, som gavs uppdraget, blev senare en av Barcelonas mest utpräglade jugendförespråkare och kom att uppföra en mängd byggnader, som idag anses höra till stadens mest betydelsefulla.
Av utställningen återstår idag väldigt lite. Kvar finns huvudingången, i form av en triumfbåge ritad av Josep Vilaseca i Casanovas. Inga av de större byggnaderna som uppfördes till utställningarna finns idag kvar, med undantag av kafe-restaurangbyggnaden. Även den ritades och uppfördes av Lluís Domènech i Montaner. Det mest påtagliga resultatet av utställningen är idag Parc de la Ciutadella. Dess nutida utformning är dock, till följd av Barcelonas zoo som invigdes 1892, inte den som ursprungligen avsågs.